# 八角笼中
《八角笼中》（英語：Never Say Never）是一部2023年中国大陆综合格斗题材剧情片，取材自四川大凉山格斗孤儿事件。由王宝强自导自演，并和七七联合编剧，也是王宝强继2017年《大闹天竺》后的第二部执导作品。本片于2023年7月6日在中国大陆公映。

## 剧情
向腾辉（王宝强 饰）早年曾是格斗冠军，却遭人陷害误服禁药，前途尽毁。一蹶不振的向腾辉之后当起了沙场老板，并收留了一群来自大山里的孤儿。他重新振作，带着这群穷苦孩子练习格斗，艰难地寻找命运的出路……
然而十余年后，当格斗少年们的生活初现希望时，向腾辉却遭人质疑利用孤儿牟利。向腾辉再次陷入“笼中”困境……

## 演员
| 演員     | 角色       | 介绍                               |
| 王宝强   | 向腾辉     | 沙场老板，前格斗冠军               |
| 陈永胜   | 马虎       | 格斗少年，一群少年中的“刺儿头大哥” |
| 史彭元   | 苏木       | 格斗少年，和马虎亲如兄弟           |
| 王迅     | 王凤       |                                    |
| 张祎曈   | 苏木姐姐   | 因瘫痪无法行走                     |
| 马虎     | 少年马虎   |                                    |
| 甲央求朗 | 少年苏小步 |                                    |
| 肖央     | 王敬福     |                                    |
| 李梦     |            |                                    |

## 票房
本片自2023年6月22日端午节开启点映，截至2023年7月2日，点映票房超过2.35亿人民币，刷新了先前《八佰》的点映票房记录。到7月5日，即公映前一天，本片点映及预售总票房突破4亿人民币。最终累计22.07亿。
| 上一届： 《消失的她》 | 2023年中國內地一周票房冠軍 第28週 | 下一届： 《长安三万里》 |

## 幕后
本片主人公向腾辉的原型恩波于2023年3月突发心梗住院。王宝强帮他联系了专家并支付了医药费。主角苏木的原型是UFC终极格斗冠军赛选手苏木达尔基。

## 奖项
| 年份 | 颁奖典礼                   | 奖项         | 入围者       | 结果 |
| ---- | -------------------------- | ------------ | ------------ | ---- |
| 2023 | 第18届中国长春电影节金鹿獎 | 最佳影片     | 《八角籠中》 | 提名 |
| 2023 | 第18届中国长春电影节金鹿獎 | 评委会大奖   | 《八角籠中》 | 獲獎 |
| 2023 | 第18届中国长春电影节金鹿獎 | 最佳编剧     | 七七、王宝强 | 獲獎 |
| 2023 | 第18届中国长春电影节金鹿獎 | 最佳男演员   | 王宝强       | 提名 |
| 2023 | 第18届中国长春电影节金鹿獎 | 最佳摄影     | 罗攀         | 提名 |
| 2023 | 第36屆中國電影金雞獎       | 最佳录音     | 李安磊       | 提名 |
| 2025 | 第20届华表奖               | 优秀故事片奖 | 《八角籠中》 | 提名 |